# Ебенове дерево

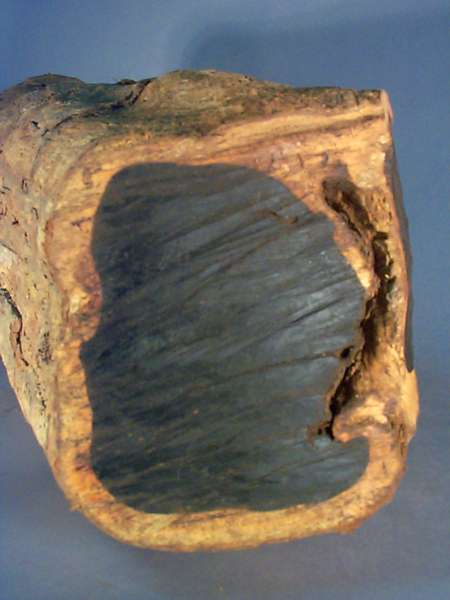
Гебан у розрізі

Ебе́нове дерево або геба́н — деякі види дерев, головним чином тропічні, частіше всього види роду Diospyros родини ебенові (зі Шрі-Ланки, Індії, Мадагаскару, Західної Африки і Південно-Східної Азії), а також Акація чорнодеревна (Acacia melanoxylon) родини мімозових (з Австралії), Dalbergia melanoxylon родини бобових (з Африки) і деякі інші.
Деревину цих дерев також називають чорним деревом. Вона має чорне забарвлення, часто з різними відтінками, важка (питома вага більше 1, ебенове дерево тоне у воді), тверда, тяжко колеться, добре полірується, її використовують для оздоблення дорогих меблів, виготовлення музичних інструментів, різних сувенірних виробів, кольорового паркету, інкрустацій.
Чорним деревом часто називають також деревину деяких дерев помірної зони, що має природне чорне забарвлення або чорніє при обробці дубильними речовинами і солями заліза. За якістю до чорного дерева наближається деревина дуба, що містить дубильні речовини і після тривалого перебування у воді набуває чорного кольору від з'єднання танінів з солями заліза — так званий морений дуб.